# Франказал
Франказал (фр. Francazal) је насељено место у Француској у региону Миди Пирене, у департману Горња Гарона.
По подацима из 2011. године у општини је живело 19 становника, а густина насељености је износила 3,48 становника/km².

## Демографија
| 1962. | 1968. | 1975. | 1982. | 1990. | 2011. |
| ----- | ----- | ----- | ----- | ----- | ----- |
| 23    | 16    | 5     | 10    | 19    | 19    |